# Ariadna ruwenzorica
Ariadna ruwenzorica là một loài nhện trong họ Segestriidae.
Loài này thuộc chi Ariadna. Ariadna ruwenzorica được Embrik Strand miêu tả năm 1913.